# 3-й парашютный батальон (Великобритания)
3-й батальон Парашютного полка (англ. 3rd Battalion, Parachute Regiment, сокращённо — 3 PARA) — воздушно-десантный (также классифицируется как легкопехотный) батальон Парашютного полка Великобритании, сотрудничающий с 16-й десантно-штурмовой бригадой SAS. Личный состав регулярно проводит учения и операции за пределами Великобритании. В батальон попадают добровольцы, закончившие предварительную подготовку в составе роты «P» в Учебном центре Британской армии в гарнизоне Каттерик в Северном Йоркшире (ранее Олдершот, Гэмпшир) и получившие тем самым право носить бордовый берет. Штаб-квартира — казармы Мервилль, гарнизон Колчестера.
Отличие 3-го парашютного батальона от иных батальонов — наличие особого Гвардейского парашютного взвода (или 6-го взвода) в составе роты B, который составлен целиком и полностью из добровольцев Дворцовой кавалерии и пяти полков Пешей гвардии: солдаты этого взвода отличаются трёхполосной сине-красно-синей нашивкой на берете под кокардой.

## История

### Вторая мировая война
3-й парашютный батальон был образован в 1941 году из добровольцев, набранных в различных полках. Входил в 1-ю парашютную бригаду при 1-й воздушно-десантной дивизии. Участвовал в десантированиях в Северной Африке, операциях «Фастиан» и «Слэпстик» при высадке в Италию.
В сентябре 1944 года был задействован в операции «Маркет Гарден» и её составной части — Арнемской операции. В ходе последней выжили всего несколько человек из батальона, вследствие чего он больше в бой не бросался, хотя и готовился к разоружению войск в Норвегии. Ближе к официальному окончанию было принято решение о его переводе в 3-ю парашютную бригаду при 6-й воздушно-десантной дивизии.

### После войны
До 1948 года 3-й батальон нёс службу в Палестине. После кратковременного расформирования он был восстановлен на основе 7-го легкопехотного парашютного и вернул себе исходное имя. С 1971 по 2004 годы он 12 раз отправлялся в неспокойную Северную Ирландию для подавления выступлений как ирландских повстанцев, так и ольстерских фанатиков.
В 1981 году батальон был включён в Олдершоте в состав 5-й пехотной бригады согласно программе перехода британской армии от дивизий к бригадам. В 1982 году его включили в 3-ю бригаду специального назначения вместе со 2-м парашютным батальоном для участия в Фолклендской войне.

### Наши дни
С октября 2013 года 3-й парашютный батальон активно участвует в учениях, тем самым ознаменуя своё возвращение к воздушно-десантным войскам и отказ от тактики легкопехотного подразделения. В сентябре 2014 года в Великобритании был запущен проект Paradata по созданию базы данных обо всех воздушно-десантных подразделениях британских вооружённых сил, в котором участвуют и парашютисты 3-го батальона.
С мая 2014 года 3-й парашютный батальон проводит учения вместе со своим противотанковым взводом как часть Десантно-штурмовых сил (англ. Air Assault Task Force) при помощи инструкторов из 16-й десантно-штурмовой бригады.